# Munroe Falls
Munroe Falls é uma cidade localizada no estado norte-americano de Ohio, no Condado de Summit.

## Demografia
Segundo o censo norte-americano de 2000, a sua população era de 5314 habitantes.
Em 2006, foi estimada uma população de 5260, um decréscimo de 54 (-1.0%).

## Geografia
De acordo com o United States Census Bureau tem uma área de
7,3 km², dos quais 7,1 km² cobertos por terra e 0,2 km² cobertos por água.

## Localidades na vizinhança
O diagrama seguinte representa as localidades num raio de 8 km ao redor de Munroe Falls.